# Indice UV
L'indice universale della radiazione UV solare, detto più semplicemente indice UV (sigla UVI dall'inglese Ultra Violet Index), descrive il livello di radiazione ultravioletta solare che raggiunge la superficie terrestre in una certa area.
I valori dell'indice variano da zero in su: più è alto il valore, maggiore è il potenziale di danno per la pelle e per gli occhi e minore è il tempo necessario perché tale danno si verifichi. L'indice UV è stato concepito nell'ottica di aumentare la consapevolezza della popolazione sui rischi di una eccessiva esposizione alla radiazione solare ed è stato sviluppato nell'ambito di una collaborazione tra l'Organizzazione Mondiale della Sanità, il Programma per l'ambiente delle Nazioni Unite (UNEP), l'Organizzazione Meteorologica Mondiale e la Commissione internazionale per la protezione dalle radiazioni non-ionizzanti (ICNIRP).
Nella comunicazione dei valori assunti dall'indice UV, vengono usualmente definite delle categorie di esposizione a cui è associata una scala cromatica.
L'indice UV non tiene conto, nella valutazione del rischio di danno alla pelle, delle specifiche caratteristiche dei soggetti esposti; per stimare con maggiore accuratezza il rischio individuale è necessario considerare sia il livello di esposizione (breve, moderato o prolungato) che le caratteristiche individuali (essenzialmente rappresentate dal fototipo). Va ricordato però che il rischio di danno agli occhi non è strettamente legato al fototipo, ma alla protezione sugli occhi: se con un UVI elevato non si indossano gli occhiali da sole o si portano quelli a lenti chiare (categorie 0 ed 1) aumenta il rischio di danno agli occhi, che diminuisce se si usano lenti più scure (categorie 2 e 3) o scurissime quasi nere (categoria 4).

## La storia
Nel 1992, tre scienziati di Environment Canada hanno sviluppato l'indice UV, e reso il Canada il primo paese al mondo a trasmettere le previsioni del livello quotidiano UV per il giorno successivo. Molti altri paesi hanno seguito l'esempio con i propri indici UV, tra i quali gli Stati Uniti nel 1994.
I metodi di calcolo e le segnalazioni dell'indice UV variavano da paese a paese, ma in seguito un unico indice è stato standardizzato dall'Organizzazione Mondiale della Sanità (OMS) e ha sostituito i diversi metodi regionali. L'indice UV internazionale si basa su un metodo di calcolo uniforme ed inoltre su colori e grafica standard per carta stampata. Negli Stati Uniti, l'indice internazionale ha sostituito quello nazionale nel 2004.
Nel 2005, gli Stati Uniti e l'Australia hanno lanciato un allarme UV. I due paesi hanno stabilito tuttavia diverse intensità di UV come limite per emettere un avviso. Per entrambi l'obiettivo è quello di aumentare la consapevolezza dei pericoli della sovraesposizione al sole nei giorni di intensa radiazione UV.

## Scala cromatica internazionale
| Indice UV                | Descrizione | Protezioni necessarie |
| ------------------------ | --- | --- |
| Minimo (da 0 a 0,9)      | Intensità dei raggi solari quasi nulla, nessun danno alla pelle, esposizione 100% sicura, anche per neonati e bambini piccoli. Questi valori si raggiungono all'alba, al tramonto oppure durante le giornate di pioggia. | Non è necessaria alcuna protezione. |
| Basso (da 1 a 2,9)       | Intensità dei raggi solari ridotta, nessun danno alla pelle, esposizione sicura. Questi valori si raggiungono nella prima mattina (h 8-9) e nel tardo pomeriggio (h 17:30-18:30 circa).                                  | Sono sufficienti occhiali da sole leggermente oscurati (categoria 0 o 1). Anche la pelle delicata dei bambini tollera abbastanza bene il sole, ma è comunque meglio usare una crema solare. |
| Medio (da 3 a 5,9)       | Intensità dei raggi solari moderata, esposizione abbastanza sicura. Questi valori si raggiungono durante le ore centrali del mattino (h 9:30-10:30) e nelle ore centrali del pomeriggio (h 16:00-17:00).                 | Usare occhiali da sole mediamente oscurati (categoria 2) e creme solari a basso o medio fattore (a seconda del tipo di pelle). I neonati ed i bambini piccoli, oltre ad essere protetti con creme ad alto fattore (30, 50 o 50+) devono indossare maglietta e cappello.                             |
| Alto (da 6 a 7,9)        | Intensità dei raggi solari elevata. Esposizione rischiosa per le pelli chiare o non troppo scure. Questi valori si raggiungono in tarda mattina (10:30-11:30) e nel primo pomeriggio (15:00-16:00).                      | I neonati ed i bambini piccoli devono rimanere in casa o comunque ben riparati dal sole. I ragazzi e gli adulti devono proteggersi con occhiali da sole scuri (categoria 3), cappello, creme solari a basso, medio o alto fattore (a seconda del tipo di pelle) e, se necessario, stando all'ombra. |
| Molto alto (da 8 a 10,9) | Intensità dei raggi solari molto elevata. Esposizione molto pericolosa, sia per la pelle che per la salute in generale. Questi valori si raggiungono soltanto tra le ore 12:00 e 14:30 e in assenza di nuvole.           | Se possibile, evitare di uscire di casa, altrimenti evitare la luce diretta del sole: stare all'ombra, proteggersi con creme solari a medio, alto o altissimo fattore (a seconda del tipo di pelle), indossare maglietta, cappello e occhiali da sole scurissimi (categoria 4).                     |
| Estremamente alto (11+)  | Intensità dei raggi solari estrema. Esposizione pericolosissima per chiunque. Le radiazioni ultraviolette possono provocare gravissimi danni alla salute.                                                                | Non si deve assolutamente uscire di casa. |

La tabella colorata è spesso rappresentata in modo semplificato, sintetizzando la descrizione ed eliminando la prima categoria (verde scuro). In alcuni casi nella colonna delle protezioni necessarie dei simboli (ombrellone, maglietta, cappello, crema, ecc.) sostituiscono le parole.
In Italia i valori dell'UVI più alti si raggiungono in Sicilia, dove spesso in estate alle ore 13:00 si toccano punte di 10,2. Ai tropici, nelle ore centrali della giornata, si possono raggiungere valori estremamente critici, che arrivano addirittura a 14-15.

## Calcolo matematico
L'indice universale della radiazione UV solare è stato formulato per pesare le varie lunghezze d'onda dello spettro, tenendo conto degli effetti biologici propri di ogni frequenza. In particolare, esso è una misura della capacità della radiazione UV di indurre una reazione eritematosa ed è ottenuto proprio pesando ogni frequenza della radiazione ultravioletta tramite lo "spettro di azione eritemale" (vedi grafico sotto - in verde lo spettro di azione eritemale, in fucsia lo spettro della radiazione ultravioletta al suolo e in rosso lo spettro di azione per i danni al DNA - non utilizzato per il calcolo dell´indice UV
Il valore dell'UVI può essere ottenuto attraverso misure o modelli di calcolo.
Si possono seguire due distinti metodi di misura: il primo è basato sull'uso di uno spettroradiometro, le cui misure permettono di calcolare l'indice UV mediante una formula. Il secondo prevede l´impiego di un radiometro a larga banda programmato e calibrato per fornire direttamente il valore dell'indice.
Le stime modellistiche vengono effettuate mediante modelli di trasferimento radiativo che tengono conto del contenuto colonnare totale di ozono e dell'effetto degli aerosol in atmosfera.

## Indice di danno alla pelle
L'Indice UV, oltre a essere usato per descrivere il livello di radiazione ultravioletta che raggiunge il suolo, si può usare anche per stimare in modo approssimativo il danno che tali radiazioni possono causare alla pelle se non è protetta da creme solari, a seconda del fototipo. Qui sotto è riportata un'altra tabella cromatica, che fornisce altre informazioni utili per preservare la nostra salute e che si deve interpretare nel modo seguente:
- Lieve = piccole arrossature che, con la dovuta cautela, svaniscono entro 24 ore circa;
- Moderato = arrossature che possono provocare un po' di prurito e degenerare in eritema in caso di nuova imprudenza;
- Grave = eritema solare (ustione di primo grado) che causa prurito, bruciore e possibili spellature;
- Molto grave = eritema solare particolarmente serio, spesso riconducibile ad ustione di secondo grado.

| UVI | Danno ai fototipi I e II | Danno al fototipo III | Danno al fototipo IV | Danno ai fototipi V e VI |
| --- | ------------------------ | --------------------- | -------------------- | ------------------------ |
| 0-2 | Nessuno                  | Nessuno               | Nessuno              | Nessuno                  |
| 3   | Lieve                    | Nessuno               | Nessuno              | Nessuno                  |
| 4   | Moderato                 | Lieve                 | Nessuno              | Nessuno                  |
| 5   | Grave                    | Moderato              | Lieve                | Nessuno                  |
| 6   | Molto grave              | Grave                 | Moderato             | Nessuno                  |
| 7   | Molto grave              | Grave                 | Moderato             | Lieve                    |
| 8   | Molto grave              | Molto grave           | Grave                | Lieve                    |
| 9   | Molto grave              | Molto grave           | Grave                | Moderato                 |
| 10  | Molto grave              | Molto grave           | Molto grave          | Moderato                 |
| 11+ | Molto grave              | Molto grave           | Molto grave          | Grave                    |

## Effetti sulla salute umana
Come effetto positivo, la luce solare induce la produzione di vitamina D nella pelle, ma tutti gli altri effetti sono negativi, e vengono elencati qui di seguito.
In sintesi, i danni provocati da una sovraesposizione alla luce solare e, soprattutto all'esposizione durante i periodi della giornata in cui l'UVI ha i valori compresi nelle zone arancione, rossa e viola della tabella, sono:
- invecchiamento precoce della pelle (prime rughe già presenti a 30/35 anni);
- Ustione di 1º grado (eritema solare);
- cancro alla pelle (melanoma);
- seri danni agli occhi, a partire dalla cataratta;
- l'esposizione al Sole, se moderata e negli orari giusti, può fare bene perché riduce progressivamente la pressione del sangue e perciò può costituire un grande beneficio per gli individui ipertesi. Una sovraesposizione ad alto UVI, però, può portare allo stato di ipotensione e può indurre sintomi spiacevoli quali astenia, nausea, confusione mentale, aumento della temperatura corporea, tachicardia e lipotimia. Tutti questi sintomi costituiscono un colpo di calore, che può essere trattato bevendo molta acqua e rimanendo all'ombra in un luogo non troppo caldo; nel caso in cui il soggetto interessato abbia perso i sensi, è necessario contattare un medico.